# プレデター (トランスフォーマー)
プレデターはトランスフォーマーの1992年の欧州展開における、プリテンダーやアクションマスターが両軍にいる傾向が続いた後変化をつけたデストロンの主要カテゴリー。

## 特徴
画像を映すスコープが備わり、加えて領袖と副将のものを兵卒のものと接合すると別の画像に切り替わる。サイバトロンのターボマスターがエンジンが銃となる共通点があるのみなのに対し、その分プレイバリューが高い。

## メンバー
- SKYQUAKE (AIR COMMANDANT) - 大型爆撃機に変形するリーダー
- STALKER (COMMUNICATIONS EXPART) - ミサイル戦車に変形
- FALCON (LEADER)、SNARE (SURVEILLANCE)、SKYDIVE (SCIENTIFIC ADVISOR)、TALON (ADVANCE FIGHTER) - 戦闘機から変形、正確な機種はステルス、X-29、YF-23、F-15

基本が航空戦力であり、陸上戦力のみ副将なのはターボマスターと対照的。

## 日本での仕様
同年の合体大作戦にて、戦闘機の4名のみがジェット軍団としてVSセットで発売。終了後の年末にSKYQUAKEが海外版のまま発売された。